# Площадь Беганьского
Площадь Беганьского — главная площадь Ченстоховы (Польша), расположенная в центре города и разделяющая Аллею Пресвятой Девы Марии на так называемые «Вторую аллею», к востоку от площади и «Третью аллею», к западу от неё.
Названа в честь Владислава Беганьского, ченстоховянина, врача и филантропа.

## История
Площадь появилась на середине дороге паломников, соединявшей Ченстохову с монастырём Ясная гора, который в то время не был частью города.
Первоначально площадь называлась «рынок Святого Якуба» (пол. Rynek św. Jakuba). В 1930-е г. её переименовали в «площадь Бронислава Перацкого» (пол. plac Bronisława Pierackiego). В период гитлеровской оккупации она носила название «Вестринг» (нем. Westring), а во времена сталинизма — «площадь Иосифа Сталина» (пол. plac Józefa Stalina). Нынешнее название площадь имеет с 1956 года.

## Достопримечательности

### Ратуша
В 1828 — 1836 годах в южной части площади по проекту Францишека Рейнштейна была построена ратушу с гауптвахтой. Её построили на полпути между Старой и Новой Ченстоховой. В 1908 году её перестроили в стиле позднего классицизма, многоэтажный с круглой двухэтажной башней. До 1960-х годов здесь располагались власти города. В 1892 — 1926 годы в задней части ратуши размещалась электростанция. Сейчас здание прередано под Ченстоховский музей.

### Костёл
В октябре 1872 года на площади освятили церковь Кирилла и Мефодия в византийском стиле, сейчас это костёл св. Якуба. В 1875 году на площади был построен двухэтажный многоквартирный дом, в котором жил православный священник и который с тех называется «Поповка» (пол. Popówka). Сейчас в этом здании находится галерея.

### Памятники
После освобождения города в 1945 году, площадь использовалась для захоронения советских солдат. После войны могилы были перенесены на кладбище Куле на севере города. У ратуши после Второй мировой войны был установлен памятник советскому танкисту местного скульптора Стефана Поличиньского. 9 мая 1968 года его заменил высокий памятник благодарности Советской Армии Мариана Конечного. 11 ноября 1997 года его место занял памятник маршалу Юзефу Пилсудскому.